# H̐
Cette page contient des caractères spéciaux ou non latins. S’ils s’affichent mal (▯, ?, etc.), consultez la page d’aide Unicode.
H̐ (minuscule h̐), appelée H tchandrabindou est une lettre diacritée qui est utilisée dans la  romanisation ALA-LC du kabarde.
Elle est composée de la lettre H diacritée d’un tchandrabindou.

## Représentations informatiques
Le H tchandrabindou peut être représenté avec les caractères Unicode suivants :
- décomposé (latin de base, diacritiques) :

| formes    | représentations | chaînes de caractères | points de code | descriptions                                         |
| --------- | --------------- | --------------------- | -------------- | ---------------------------------------------------- |
| capitale  | H̐               | H◌̐                    | U+0048 U+0310  | lettre majuscule latine h diacritique tchandrabindou |
| minuscule | h̐               | h◌̐                    | U+0068 U+0310  | lettre minuscule latine h diacritique tchandrabindou |

## Sources
- Randall Keigan Barry, « Non Slavic Languages (in Cyrillic Script) », ALA-LC Romanization Tables, Library of Congress, American Library Association, 1997.